# Pablo Mauricio Alvergue
Pablo Mauricio Alvergue es un político y abogado salvadoreño, reconocido principalmente por haber sido Vicepresidente de El Salvador en el gabinete de Álvaro Magaña de 1982 a 1984.

## Biografía
Alvergue fue ministro del Interior en 1980. La Asamblea Legislativa de El Salvador le eligió tercer vicepresidente de Álvaro Magaña en mayo de 1982. Rodolfo Antonio Castillo Claramount le sucedió como vicepresidente en junio de 1984. Más tarde, en la década de 1980, fue nombrado embajador salvadoreño en Washington D. C. En 1989 fue abogado del expresidente José Napoleón Duarte, y se desempeñó como presidente del Partido Demócrata Cristiano.
Posteriormente, Alvergue fue diputado de El Salvador en el Parlamento Centroamericano.